# Gębicka Góra
Gębicka Góra – wzgórze (190,4 m n.p.m.) w południowo-zachodniej Polsce, we Wzgórzach Strzelińskich, na Przedgórzu Sudeckim.